# Sultan bin Turki II Al Sa'ud
Sulṭān bin Turkī II Āl Saʿūd (in arabo سلطان بن تركي الثاني بن عبد العزيز آل سعود‎?; Riad, maggio 1968) è un principe saudita, membro della famiglia reale Āl Saʿūd.

## Primi anni di vita
Il principe Sultan è nato a Riad nel maggio 1968 ed è figlio del principe Turki II bin Abd al-Aziz Al Sa'ud. Sua madre è Noura bint Abd Allah bin Abdul Rahman Al Sa'ud.

## Controversia
Nel 2004, il principe Sultan ha accusato il governo dell'Arabia Saudita di averlo rapito in Svizzera, dopo essersi espresso a favore di una riforma in Arabia Saudita. Egli è stato attirato in una riunione a Ginevra, dove è stato drogato prima di essere rimpatriato in aereo e messo agli arresti domiciliari a Riyad. Per terminare la missione con successo, è stato inviato un Boeing 747 di evacuazione medica per poter completare la missione in sicurezza. L'aereo è arrivato all'aeroporto di Ginevra qualche giorno prima dell'operazione di sequestro, ed è sempre stato mantenuto pronto alla partenza. Un altro aereo è stato inviato a prelevare gli effetti personali, documenti e file informatici del principe, confiscati all'hotel dove era stato alloggiato. Il velivolo è stato ufficialmente registrato in Svizzera, come parte dell'entourage del principe Abd al-Aziz bin Fahd, anche lui nel paese in quei giorni.

## Vita personale
Il principe Sultan era sposato con la principessa Nora, figlia di re Abd Allah, che è morta nel 1990 in un incidente stradale nei pressi dell'aeroporto di Riyad.
Sultan ha un figlio di nome Mohammed, nato da un altro matrimonio.